# المفاشقة (المعافر)

تعديل مصدري - تعديل

المفاشقه هي إحدى قرى مديرية المعافر بمحافظة تعز اليمنية، بلغ تعداد سكانها 1145 نسمة حسب التعداد السكاني في اليمن في 2004.